# Saki (pisarz)

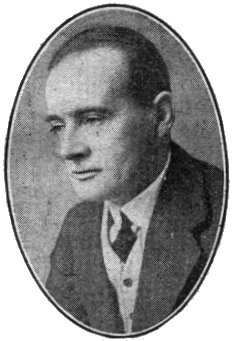
Hector Hugh Munro

Saki, właśc. Hector Hugh Munro (ur. 18 grudnia 1870 w Akyab w Birmie; zm. 13 listopada 1916 pod Beaumont-Hamel we Francji) – angielski pisarz i dziennikarz.
Popularność zyskał dzięki swoim nowelom i opowiadaniom utrzymanym w tonie humorytycznym i lekko satyrycznym. Był autorem między innymi tomów Reginald (1904), The Chronicles of Clovis (1912), Beasts and Super-Beasts (1914). W latach 1902–1908, jako korespondent "The Morning Post", podróżował po Polsce, Rosji i Francji. Poległ na froncie I wojny światowej.
Polski wybór jego 48 utworów z różnych okresów pod tytułem Małomówność Lady Anny i inne opowiadania ukazał się w 1986 w wydawnictwie Czytelnik.